# La Dame bleue
La Dame bleue est une mélodie pour voix et piano de la compositrice française Claude Arrieu, écrite en 1952.

## Contexte et création
Claude Arrieu compose La Dame bleue sur un texte de Madeleine Luka en 1952. L'œuvre est publiée en 1955 chez Ricordi.